# クライスラー・ターバイン
クライスラー・ターバイン（Chrysler Turbine、タービンとも）は、クライスラー社が1963年にミシガン州 デトロイトの工場で少量生産したガスタービンエンジン搭載の実験車である。この車はガスタービン車の実用性を測るために限定された消費者によりテストされ、この実用的なタービンエンジン車の製造はクライスラー社の長年の研究開発の頂点であった。

## エンジン
クライスラー社製タービンエンジン（Chrysler turbine engine）の第4世代は60,000 rpmまで回り、軽油、無鉛ガソリン、ケロシン、JP-4、ジェット燃料と植物油でさえ使用することができた。このエンジンは事実上何でも燃料に使用することができ、メキシコの大統領は最初の車の1台をテキーラで走らせ（成功した）この理論をテストした。空気／燃料の混合比の調整は2つのスイッチだけで行われた。
エンジンは、ピストンエンジンに比べ1/5（300に対し60）の動体部品で構成されていた。タービンは振動を発生しない簡単な回転するスリーブベアリングであった。この単純さが長寿命の可能性を秘め、燃焼による汚染物質がエンジンオイルに混入することも無くオイル交換も不要であった。1963年のタービンエンジンは130 bhp (97 kW) の出力とアイドリング状態で425 pound-feet (576 N•m)のトルクを発生し、周囲の気温が 29℃(85°F) の場合に0 - 60 mph（日本国内での「ゼロヒャク」（0 - 100 km/h）に相当）の加速は12秒であった。（気温が低く空気密度が高い場合はもっと速かった）
ディストリビューターとポイントが無く始動用のスパークプラグだけと冷却系が無いことにより保守は簡単であった一方、排気には一酸化炭素 (CO)、未燃焼の炭素や未処理の炭化水素が含まれていなかった。それにもかかわらずタービンエンジンは窒素酸化物 (NO)を生成してしまい、この難問が解決できずにこの開発プログラムの命脈は絶たれてしまった。
トルクコンバーターを使用せずにタービンの出力は、ギア減速部品を介して別な方式で通常のトルクフライト（TorqueFlite）・オートマチックトランスミッション（AT）に接続されていた。ガス発生装置とフリーパワータービンの間の燃焼ガスの流れは、通常の流体媒体を使用せずにトルクコンバーターと同じ機能を果たしていた。2基の循環熱回収器（rotating recuperators）が排気熱で吸入気を予熱することにより燃料消費を大幅に改善していた。可変ステーターブレード（varying stator blades）が速度の超過を防止し、アクセル・オフ時のエンジンブレーキの機能を果たしていた。スロットルの反応の悪さ、高い燃料消費率 (14 L/100 km; 20 mpg-imp) とアイドリング時の高温の排気熱が初期のモデルでは問題となっていたが、クライスラー社はこれらほとんどの欠点や欠陥を改善することができた。
ターバインは全ステンレス製の排気システムを備えており、排出口は平たい四角断面であった。これは排気ガスを薄く拡散させることでより温度を下げ、そのことで渋滞の中で後に接近した物に損害を与える危険を無くしていた。
燃焼装置は現在の標準的なターボジェットエンジンからすると幾分原始的なものであり、単一のリバースフロー型燃焼器には点火のためにほぼ標準のスパークプラグを1本だけ備えていた。エンジンの開発が更み2段目の出力タービンを備えた環状型燃焼器になれば出力と燃費性能すら改善されるはずであった。
ターバインは運用上幾つかの欠点を持っている。この車は巨大な掃除機の様な音を発し、これは大型のアメリカ車のV8エンジン（American V8）の音の方が心地よいと感じるユーザーにとっては不満足であった。高度が高い場所ではスターター兼ジェネレーターに問題を引き起こした。正常な始動手順に従ってエンジン始動に失敗するとエンジンは停止した。ユーザーの中にはガソリンエンジンと同様の方法でこのエンジンを「暖機」できると考えた者もいて、エンジンが適切な温度になる前にアクセルペダルを床まで踏み込んでいた。過剰な燃料の供給はタービンの回転を落とし、望む効果とは逆になった。しかしながら、このようなことをしてもエンジンに恒久的なダメージを与えることは無かった。実際、始動した直後に過度の磨耗を心配すること無くフルスロットルを踏むことができた。内燃機関と比べて如何にタービンエンジンが繊細かということを考えると、このエンジンは特筆に価するほど丈夫であった。公募された50名の一般人による1,100万マイル以上のテスト走行が実施されるという大胆な実験にもかかわらず不具合は驚くほど少なく、実験中の不稼動時間は僅か4%であった。

## デザイン
ターバインのボディと内装はイタリアのカロッツェリア・ギアで施工された。1台1台のボディが仕上げられた後デトロイトに送り出され、クライスラー社の従業員によりガスタービンエンジン、トランスミッション、電装品が取り付けられてから実用テストのユーザーとして選ばれた延べ203名（内20名は女性）の元へ届けられた。
ターバインは4脚の独立バケットシート、パワーステアリング、倍力装置付きブレーキ、パワーウインドウを備えた2ドアハードトップ・クーペであった。最も目立つデザイン上の特徴は、内部に大きな横長のテールライトと（後退灯が入った）筒状の造形物が入った非常に重厚なクローム（chrome）の彫刻的なバンパーであった。車体前部ではタービンの形状を模したナセル（nacelle）に単灯のヘッドライトを備え印象的な外観を作り出していた。このタービン形状のデザイン上のテーマはセンターコンソールとハブキャップ（hubcap）にも再現されていた。特製のホワイトウォール（white sidewalls）・タイヤにまで小さなタービンの羽根が刻み込まれていた。ターバインは赤みかかった茶色の「"フロストファイア・メタリック"（"Frostfire Metallic"）」色（後に「"ターバイン・ブロンズ"（"Turbine Bronze"）」と改名）で塗られ、生産された車は全てこの色であった。屋根は黒いビニールルーフ（ Vinyl roof）で、内装は銅色の「"イングリッシュ・カーフスキン"（"English calfskin"）」の革で覆われカーペットも銅色のプラッシュカットのパイルであった。
ダッシュボードはエレクトロルミネセンス照明を備え、計器盤とダッシュを横切る警告灯を照らし出していた。このシステムには電球が使用されていない代わりにインバータと変圧器がバッテリーの電圧を交流100V以上に上げ、その高圧電流を特殊なプラスチックの層を通すことにより計器を青緑色に照らし出した。
車自体は、以前はフォード社にいたエルウッド・エンゲル（Elwood Engel）率いるクライスラー社のスタジオでデザインされた。実際に車の外観のデザイナーとしては、1964年にニューヨークで開催された国際博覧会に展示された「タイフーン（Typhoon）」と呼ばれる2座席ショーカーをデザインしたチャールズ・マシガン（Charles Mashigan）の名が挙げられている。エンゲルは、以前のフォード車から多くのデザイン上のテーマを持ち込んできており、テールライト/後部バンパー部分の造形は「ギャラクシア（"Galaxia"）」と呼ばれる1956年のフォード社のデザイン習作からの（改訂を伴った）直接のコピーであった。エンゲル自身の作品である1964年モデルのインペリアルとは何のデザイン的テーマの繋がりも持っていなかった。

## 遺産
総計55台のターバインが製造された。クライスラー社がユーザーテストとその他の宣伝活動を終えたときに46台が廃棄処分にされた。当時の話ではこれは輸入関税を回避するための措置だということであったがこれは正しくない。車を廃棄処分にしたのは、単に非量産車や試作車は公には販売しないという自動車産業の慣例に則ったことであった。これと同じ議論は後にゼネラルモーターズのGM・EV1のときに再度持ち上がった。残りの9台のうち6台はエンジンを使用できないようにされてから米国内の博物館に寄贈された。クライスラー社は3台のターバインを歴史的な見地から保存し、現在は"WPC 博物館"が所有している。WPC 博物館所有の3台全てが博物館の保管庫内で動態保存されている。ネバダ州の以前のハーラー博物館（Harrah museum）に寄贈された車はテレホートの自動車収集家のフランク・クレプツ（Frank Kleptz）に購入され、現在も動く状態にある。最後の稼動状態にあるターバインはセントルイスの交通博物館（Museum of Transportation）が所有し、「モパー・アクション（Mopar Action）」誌で紹介され長年米国中で展示披露されている。
クライスラー社のタービンエンジン計画は完全には消滅せず、新しいクーペ型式のボディに再設計、バッジを付け替えた1966年式B-ボディのダッジ・チャージャー（Dodge Charger）が発表された。クライスラー社は窒素酸化物規制に適合する第6世代のガスタービンエンジンの開発を続け、1966年式のダッジ・コロネット（Dodge Coronet）に搭載したがこの車は公表されなかった。アメリカ合衆国環境保護庁 (EPA)から更なる開発のための助成金を受け取るとクライスラー社は小型、軽量の第7世代のエンジンを1970年代初めに製造し、量産に向けての序章として1977年に特製ボディのクライスラー・ルバロン（Chrysler LeBaron）に搭載した。その後、クライスラー社は財政的な窮地に陥り、破産を避けるためには合衆国政府の借り入れ保証を受けなければならなくなった。この保証の条件は「高すぎるリスク」としてガスタービンエンジン車の量産をあきらめるというものであったが、この話は多くの陰謀論の元となった。